# Yoü and I
Yoü and I (dt. Du und ich) ist ein Song der US-amerikanischen Sängerin Lady Gaga. Er wurde am 23. Mai 2011 von ihrem zweiten Studioalbum Born This Way als Download veröffentlicht. Produziert wurde das Lied von Lady Gaga und Robert John „Mutt“ Lange.
Yoü and I erschien als vierte Singleauskopplung aus dem Album Born This Way. Am 16. August 2011 wurde das dazugehörige Musikvideo veröffentlicht.

## Musikstil
Yoü and I ähnelt im Kontrast zu anderen Lady-Gaga-Songs eher einer Rockballade, mit einem langsamen Tempo von sechzig Schlägen pro Minute. Queen-Mitglied Brian May ist als Gitarrist zu hören. Der Song verweist kurz auch auf Mays Queen-Komposition We Will Rock You. Lady Gaga hatte sich die Zusammenarbeit mit May gewünscht, da sie Queen – insbesondere den Sänger Freddie Mercury – zu ihren Einflüssen zählt.

## Hintergrund
Yoü and I wurde von Lady Gaga geschrieben und von Gaga mit Robert John „Mutt“ Lange produziert. Es war einer der ersten Vorschau-Songs aus dem Album Born This Way. Lady Gaga sagte, dass sie das Lied in New York geschrieben hat, während sie auf ihrem alten Klavier spielte. Gaga sang Yoü and I zum ersten Mal bei Elton Johns „White and Tiara Ball“ im Juni 2010. Sie sagte, das Lied sei ein wenig wie ein „Rock-and-Roll-Song“ und dass es wahrscheinlich nicht als Single aus dem Album Born This Way veröffentlicht werde, aber ihr sehr am Herzen liege. Bei einem Konzert in Montreal sang sie das Lied während ihrer Monster Ball Tour, woraufhin ihre Fans im Internet positiv reagierten. Beim Sender MSNBC sagte Gaga, dass sie das Lied für die wichtigste Person geschrieben habe, die sie je getroffen hat. Obwohl sie nicht verriet, wer diese Person ist, enthüllte das People-Magazin, dass es Lüc Carl ist, Lady Gagas Ex-Freund. Sie erklärte Neil Strauss vom Rolling Stone weiter, wie sie von der Beziehung inspiriert wurde.

“I wouldn't have been as successful without him [Lüc Carl]... I've never really loved anyone like I loved him. Or like I love him. That relationship really shaped me. It made me into a fighter.”

## Mitwirkende
- Lady Gaga – Songwriter, Produzent, Keyboard, Gesang
- Robert John „Mutt“ Lange – Produzent, Begleitgesang, Abmischer
- Olle Romo – Programmierer, Tontechniker
- Brian May – Gitarre
- Tom Ware – Tontechniker
- Horace Ward – Tontechniker
- Justin Shirley-Smith – Toningenieur bei Mays Gitarrenaufnahme
- Gene Grimaldi – Mastering

## Kommerzieller Erfolg

### Chartplatzierungen

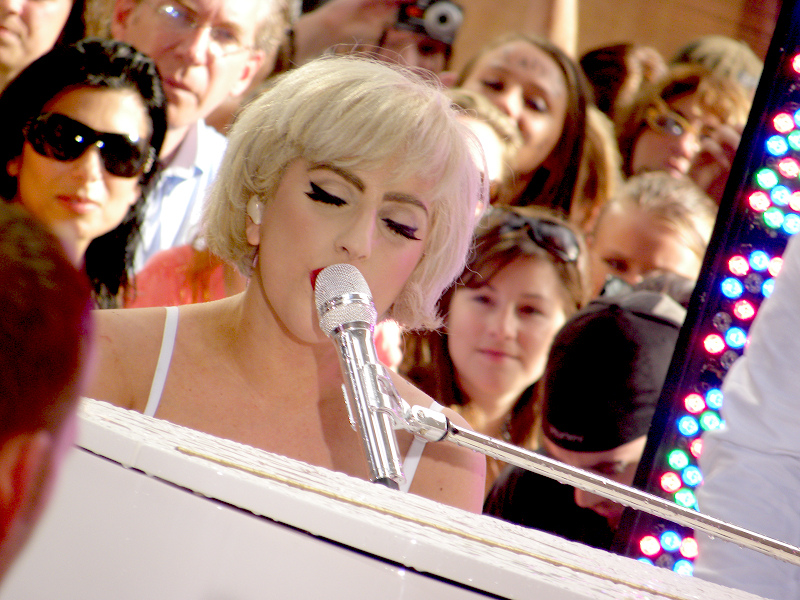
Lady Gaga singt Yoü and I in der Sendung Today am 9. Juli 2010

Yoü and I erreichte in Kanada und in den USA die Positionen zehn bzw. sechs. Das Lied wurde in den Vereinigten Staaten über 124.000 Mal durch Downloads verkauft.
| ChartsChartplatzierungen       | Höchstplatzierung | Wochen |
| ------------------------------ | ----------------- | ------ |
| Deutschland (GfK)              | 21 (9 Wo.)        | 9      |
| Österreich (Ö3)                | 8 (13 Wo.)        | 13     |
| Schweiz (IFPI)                 | 32 (12 Wo.)       | 12     |
| Vereinigte Staaten (Billboard) | 6 (20 Wo.)        | 20     |
| Vereinigtes Königreich (OCC)   | 23 (13 Wo.)       | 13     |

| ChartsJahrescharts (2011)      | Platzierung |
| ------------------------------ | ----------- |
| Vereinigte Staaten (Billboard) | 71          |

### Auszeichnungen für Musikverkäufe
| Land/Region                  | Auszeichnungen für Musikverkäufe (Land/Region, Auszeichnung, Verkäufe) | Verkäufe  |
| ---------------------------- | ---------------------------------------------------------------------- | --------- |
| Australien (ARIA)            | 2× Platin                                                              | 140.000   |
| Brasilien (PMB)              | 3× Platin                                                              | 180.000   |
| Neuseeland (RMNZ)            | Gold                                                                   | 7.500     |
| Vereinigte Staaten (RIAA)    | 3× Platin                                                              | 3.000.000 |
| Vereinigtes Königreich (BPI) | Silber                                                                 | 200.000   |
| Insgesamt                    | 1× Silber · 1× Gold · 8× Platin ·                                      | 3.527.500 |

Hauptartikel: Lady Gaga/Auszeichnungen für Musikverkäufe